# Seznam bizantinskih cesarjev
Seznam bizantinskih cesarjev vsebuje cesarje od ustanovitve Konstantinopla leta 330, ki običajno označuje začetek Vzhodnorimskega oziroma Bizantinskega cesarstva. Konča se z letom 1453, ko je Konstantinopel osvojila vojska Osmanskega cesarstva. Na seznamu so samo cesarji, ki so bili priznani kot zakoniti vladarji in so suvereno vladali cesarstvu. Izjeme so mladoletni socesarji (symbasileis), ki niso nikoli dosegli položaja edinega ali višjega vladarja, in nekateri uzurpatorji in uporniki, ki so zase zahtevali cesarski naslov.
Niz bizantinskih cesarjev se začne s prvim krščanskim rimskim cesarjem Konstantinom Velikim, ki je obnovil Bizanc in ga izbral za prestolnico cesarstva. Njegov način vladanja je postal model za vladanje njegovih naslednikov.  
Kot prvega bizantinskega cesarja v političnem smislu se pogosto omenja Konstantinovega predhodnika Dioklecijana, ki je na vzhodu vladal kot avgust od 1. aprila 286 – 1. maja 305). Dioklecijan je zamenjal republiški lesk principata z absolutističnim dominatom, ki je bil bolj podoben orientalski in helenistični obliki avtokratske monarhije. Glavne značilnosti bizantinske države je vsekakor začrtal Konstantin. V bizantinski politiki in kulturi je prevladoval grški vpliv s krščanstvom kot državno religijo.
Vsi bizantinski cesarji so se imeli za rimske cesarje. Izraz bizantinski je skovalo zahodnoevropsko zgodovinopisje v 16. stoletju. Uporaba naslova cesar je postala sporna po papeževem kronanju frankovskega kralja Karla Velikega za cesarja Svetega rimskega cesarstva 25. decembra 800. Njegovo imenovanje je bilo delno posledica kronanja  bizantinske cesarice Irene leta 797, ki je papež Leon III.ni priznal za cesarico, ker je bila ženska.
Vsi cesarji pred Heraklijem (vladal 610-941), so se uradno naslavljali  z avgustus, vendar so uporabljali tudi druge naslove, na primer dominus. Pred njihovimi osebnimi imeni je bil uraden naslov  Imperator Caesar Augustus. Po Herakliju so začeli pogosto uporabljati grški naslov basileus (Βασιλεύς), ki je pred tem označeval suverena. Po ustanovitvi rivalskega Svetega rimskega cesarstva v Zahodni Evropi se je vedno bolj pogosto uporabljal naslov avtokrator (Αυτοκράτωρ). V kasnejših stoletjih so zahodni kristjani bizantinskega cesarja pogosto imenovali kar "grški cesar". Proti koncu cesarstva so se cesarji naslavljali z osebnim imenom, kateremu je sledil pripis "v Kristusu, cesar in avtokrat Rimljanov".
V srednjem veku so bile pogoste vladarske dinastije, četudi načelo dednega nasledstva v cesarstvu nikoli ni bil formalizirano. Dedno nasledstvo je bilo bolj običaj kot nedotakljivo načelo.
Če se v seznam cesarjev vključi tudi dinastija Paleologov, ki si je lastila naslov cesarja v izgnanstvu, se je v tisočletni zgodovini Bizantinskega cesarstva na njegovem prestolu zvrstilo 99 cesarjev. 
| Cesar                                                                 | Celotno ime | Čas vladanja                                                                                         | Pripombe |
| --------------------------------------------------------------------- | --- | --- | --- |
| Vzhodnorimsko cesarstvo (zgodnje Bizantinsko cesarstvo)               | | | |
| Konstantinova dinastija (306-364)                                     | | | |
|                                                                       | Konstantin I. Veliki starogrško Κωνσταντίνος Α' ο Μέγας Gaivs Flavivs Valerivs Avrelivs Constantinvs             | 19. september 324 – 22. maj 337                                                                      | Rojen je bil v Naissusu leta 273 ali 274 kot sin cesarja Konstancija Klora in Helene. Za avgusta je bil razglašen po očetovi smrti 25. julija 306. Izključni cesar Zahodnega cesarstva je postal po državljanski vojni in bitki pri Milvijskem mostu leta 312, v kateri je premagal cesarja Maksencija. Leta 324 je premagal avgusta vzhoda Licinija in pod svojo oblastjo ponovno združil oba dela Rimskega cesarstva, potem pa je kot izključni vladar vladal do svoje smrti. Zaključil je upravne in vojaške reforme, ki jih je začel Dioklecijan, in otvoril obdobje Dominata. Krščanstvo je proglasil za svobodno vero in s sklicem Prvega nicejskega koncila leta 325 odigral pomembno vlogo v njegovem razvoju in širjenju po rimskem svetu. Sam naj bi se spreobrnil v krščanstvo šele na smrtni postelji. Reformiral je denarni sistem in uvedel zlati solidus in začel obsežna obnovitvena dela. Bizanc je preimenoval v Novi Rim in ga razglasil za prestolnico cesarstva. Novi Rim so še pred njegovo smrtjo preimenovali v Konstantinovo mesto - Konstantinopel. Njegov model vladanja je postal zgled za vse kasnejše bizantinske cesarje. |
|                                                                       | Kaloker starogrško Καλόκαιρος Calocaervs                                                                         | 333-334                                                                                              | Magister pecoris camelorum na Cipru, odstavljen in usmrčen. |
|                                                                       | Hanibalijan Flavivs Hannibalianvs                                                                                | 335 – 337                                                                                            | Hanibalijan je bil sin Konstantinovega polbrata Flavija Dalmacija, rojen verjetno v Tolosi v Galiji. Leta 335 je Konstantin Flavija Dalmacija imenoval za cezarja, Hanibalijana pa za Rex Regem et Ponticarum Gentium – kralja kraljev pontskih ljudstev. Poročil ga je s svojo hčerko Konstantino in mu podelil naslov nobilissimus. Po Konstantinovi smrti je jeseni 337 j v Konstantinoplu izbruhnil upor vojakov, ki so, verjetno na pobudo Konstancija II., zahtevali, da prestol pripade Konstantinovim sinovom. Vojaki so pobili vse Konstantinove moške sorodnike, med njimi tudi Hanibalijana. |
|                                                                       | Konstancij II. starogrško Κωνστάντιος Β' Flavivs Ivlivs Constantivs                                              | 22. maj 337–5. oktober 361                                                                           | Drugi sin Konstantina I., ki je po očetovi smrti nasledil vzhodno tretjino Rimskega cesarstva. Izključni cesar je postal leta 353, ko je strmoglavil zahodnega uzurpatorja Magnencija. Za njegovo vladavino so značilne vojaške aktivnosti na vseh mejah cesarstva, nesoglasje med arijanci, katerih pristaš je bil, in ortodoksnimi zagovorniki nicejske veroizpovedi. Med njegovo vladavino je imel Konstantinopel enak položaj kot Rim. Zgrajena je bila prva Hagija Sofija. Konstancija Gala in Julijana Odpadnika je imenoval za cezarja. Umrl je na vojnem pohodu proti Julijanu, ki se mu je uprl. |
|                                                                       | Konstans I. starogrško Κώνστας Α' Flavivs Ivlivs Constans                                                        | 22. maj 337–januar 350                                                                               | Tretji sin Konstantina I., ki je po očetovi smrti leta 333 kot cezar nasledil srednjo tretjino Rimskega cesarstva. Izključni cesar na zahodu je postal po smrti Konstantina II. leta 348. Bil je vnet zagovornik Atanazija Aleksandrijskega in nasprotnik arijanstva. V Magnencijevem državnem udaru je bil umorjen. |
|                                                                       | Julijan Odpadnik starogrško Ιουλιανός "ο Παραβάτης Flavivs Clavdivs Ivlianvs                                     | 5. oktober 361–28. junij 363                                                                         | Sin Konstantinovega polbrata Julija Konstancija. Julijan je zelo zgodaj osirotel: mati je umrla takoj po njegovem rojstvu, očeta pa so kmalu zatem ubili sinovi Konstantina I.. Potem, ko ga je Konstancij II. razglasil za cezarja, je postal spreten vladar in branilec Galije. Malo pred Konstancijevo smrtjo se mu je uprl. 5. oktobra 361 ga je vojska razglasila za cesarja, po smrti Konstancija II. pa je postal legalen vladar. Bil je goreč nasprotnik krščanstva. Na vojnem pohodu proti Sasanidom je bil smrtno ranjen in je kmalu zatem umrl. |
| Vmesno obdobje (363-364)                                              | | | |
|                                                                       | Jovijan starogrško Ἰοβιανός Flavivs Clavdivs Iovianvs                                                            | 27. junij 363–17. februar 364                                                                        | Jovijan je bil poveljnik oddelka Julijanove garde na vzhodu. Po Julijanovi smrti ga je vojska 28. junija 363 proglasila za cesarja. Njegovo edino omembe vredno dejanje je podpis mirovne pogodbe s Perzijci, s katero je najbolj vzhodne rimske province prepustil Perziji in rimski vojski omogočil umik. Na poti domov je 17. februarja 364 umrl. |
| Valentinijansko-Teodozijska dinastija (364-457)                       | | | |
|                                                                       | Valentinijan I. starogrško Ουαλεντινιανός Α΄ Flavivs Valentinianvs                                               | 26. februar 364–28. marec 364 celemu cesarstvu, 26. marec 364 – 17. november 375 kot cesar na zahodu | Valentinijan je bil častnik v Julijanovi in Jovijanovi vojski. Po Jovijanovi smrti ga je vojska 26. februarja 364 izvolila za cesarja. Kmalu po prihodu na oblast je za sovladarja izbral brata Valensa in si z njim razdelil cesarstvo - Valentinijan je vladal samo na zahodu. Med njegovim vladanjem so cesarstvo stalno pustošili barbari. 17. novembra 375 je na vojnem pohodu umrl zaradi možganske krvavitve. |
|                                                                       | Valens starogrško Ουάλης Flavivs Jvlivs Valens                                                                   | 28. marec 364–9. avgust 378                                                                          | Nepomemben vojak rimske vojske, cesar na vzhodu, 9. avgusta 378 ubit v bitki pri Odrinu |
|                                                                       | Gracijan starogrško Γρατιανός Flavivs Gratianvs                                                                  | 9. avgust 378-19. januar 379                                                                         | 19. januarja je za cesarja Vzhodnega cesarstva imenoval Teodozija I.. Odstavljen in 25. avgusta 383 ubit v uporu Magna Maksima. |
|                                                                       | Teodozij I. Veliki starogrško Θεοδόσιος Α' ο Μέγας Flavivs Theodosivs                                            | 19. januar 379-17. januar 395                                                                        | Aristokrat in vojaški poveljnik. |
|                                                                       | Arkadij Αρκάδιος Flavivs Arcadivs                                                                                | 17. januar 408-1. maj 408                                                                            | Sin Teodozija I. |
|                                                                       | Teodozij II. starogrško Θεοδόσιος Β' Flavivs Theodosivs                                                          | 1. maj 408-28. julij 450                                                                             | |
|                                                                       | Marcijan starogrško Μαρκιανός Flavivs Valerivs Marcianvs                                                         | 450-januar 457                                                                                       | Vojak in politik, Pulherijin soprog. |
| Leonova dinastija (457-518)                                           | | | |
|                                                                       | Leon I. Tračan starogrško Λέων Α' ο Θράξ, starogrško Μακέλλης ali starogrško Μέγας Flavivs Valerivs Leo Avgustvs | 457–474                                                                                              | Rojen je bil v Dakiji okoli leta 400. Kot nižji častnik rimske vojske je služil v spremstvu gotskega komandanta armade Asparja. Po Marcijanovi smrti ga je Aspar imenoval za novega cesarja. Bil je prvi cesar, ki ga je kronal konstantinopelski patriarh. Med vladanjem je pomiril mejo na Donavi in sklenil mir s Perzijci, kar mu je omogočilo, da se je vmešaval v zadeve Zahodnega rimskega cesarstva in podpiral kandidate za njegove cesarje. Leta 468 je poslal vojaško odpravo proti Vandalom z nalogo, da ponovno osvoji Kartagino. Na začetku vladanja je bil Asparjev marionetni vladar, potem pa je začel kot protiutež Asparjevim Gotom podpirati Izavrijce. Svojo hčer Ariadno je poročil z izavrijskim vladarjem Tarasijem, kasnejšim cesarjem Zenonom. Z njegovo podporo je leta 471 umoril Asparja in prekinil gotsko premoč v rimski armadi. |
|                                                                       | Leon II. Mali Λέων Β' ο Μικρός Flavius Leo Avgustvs                                                              | 18. januar–17. november 474                                                                          | Leon je bil sin Ariadne, hčerke cesarja Leona I., in njenega izavrijskega moža Zenona. Jeseni leta 473 je postal socesar, po smrti Leona I. pa cesar. Kmalu po prihodu na prestol je za socesarja in regenta okronal svojega očeta Zenona. Kmalu zatem je umrl, morda zastrupljen. |
|                                                                       | Zenon starogrško Ζήνων Flavivs Zeno Avgvstvs                                                                     | 9. februar 474–9. januar 475 in avgust 476–9. april 491                                              | Rojen okoli leta 425 v Izavriji kot Tarasicodisa. Kot poveljnik Leonovih izavrijskih vojakov se je povzpel do položaja poveljnika cesarjeve telesne straže (comes domesticorum). Poročil se je s cesarjevo hčerko Ariadno in privzel ime Zenon. Igral je ključno vlogo pri odstranitvi magistra militum Asparja in njegovih Gotov. Po ustoličenju sina Leona II. je postal 9. februarja 474 njegov socesar in po njegovi smrti 17. novembra samostojen cesar. Leta 475 je moral pred Baziliskom zbežati v domovino. Po utrditvi oblasti se je leta 476 vrnil v Konstantinopel. Sklenil je mir z Vandali, preprečil zaroto, ki sta jo načrtovala Leonova stara mati Verina in general Il in zagotovil mir na Balkanu, tako da je prepričal Teodorika Velikega in njegove Ostrogote, da se preselijo v Italijo. Med njegovo vladavino se je prekinil niz zahodnih rimskih cesarjev. Zaradi svoje promonofizitske naravnanosti je postal nepriljubljen, z objavo Henotikona (akt o združitvi), s katerim je nameraval zgladiti nesoglasja v Cerkvi, pa je povzročil razkol med vzhodnim in zahodnim krščanstvom.                                            |
|                                                                       | Bazilisk starogrško Βασιλίσκος Flavivs Basiliscvs                                                                | 9. januar 475– avgust 476                                                                            | General in svak Leona I.. Uzuraptor, umrl v pregnanstvu leta 476 ali 477. |
|                                                                       | Anastazij I. Dikor starogrško Αναστάσιος Α' ο Δίκορος Flavivs Anastasivs                                         | 11. april 491–9. julij 518                                                                           | Rojen je bil okoli leta 430 v Draču. Kot dvorjan, ki je skrbel za red in mir v cesarski palači (silentiarius), se je poročil s Zenonovo vdovo Ariadno. Zaradi različno obarvanih oči je dobil vzdevek Dikoros. Reformiral je davčni in denarni sistem. Bil je skromen vladar in je po smrti zapustil v državni blagajni znaten presežek. Njegove simpatije do monofizitov so povzročile splošno nasprotovanje, ki se je kazalo predvsem v Vitalijanovem uporu in razkolu med vzhodnim in zahodnim krščanstvom. Njegovo vladanje so zaznamovali tudi prvi vpadi Bolgarov na Balkan in vojna s Perzijo zaradiustanovitve trdnjave Dare v Mezopotamiji. Anastazij ni imel otrok. |
| Justinijanova dinastija (518-602)                                     | | | |
|                                                                       | Justin I. Ἰουστῖνος Flavivs Ivstinvs                                                                             | 10. julij 518–1. avgust 527                                                                          | Rojen okoli leta 450 v Baderiani v Dardaniji. Bil je vojaški častnik in poveljnik telesne straže Anastazija I. Po Anastazijevi smrti so ga za cesarja izvolili njegovi vojaki. |
|                                                                       | Justinijan I. Veliki Ἰουστινιανὸς ὁ Μέγας Petrvs Sabbativs Ivstinianvs                                           | 1. avgust 527–14. november 565                                                                       | Rojen leta 482/483 v Tavreziju, Makedonija. Bil je nečak Justina I. Na položaj socesarja je bil povišan 1. aprila 527. Po Justinovi smrti je postal njegov naslednik. K Bizantinskemu cesarstvu je nameraval priključiti dele Zahodnega rimskega cesarstva in osvojil Italijo, Severno Afriko in dele Španije. Zaslužen je za sestavo zakonika Corpus Juris Civilis (Justinijanov zakonik), na katerem temelji večina sodobnih evropskih zakonikov. |
|                                                                       | Justin II. Ἰουστῖνος Βʹ Ivstinvs Ivnior                                                                          | 14. november 565–5. oktober 578                                                                      | Rojen okoli leta 520. Bil je nečak Justinijana I. Na prestol je s podporo vojske in senata prišel po Justinijanovi smrti. Zaradi duševne bolezni je leta 573–574 vladal pod regentstvom svoje žene cesarice Sofije in v letih 574–578 pod regentstvom Tiberija Konstantina. |
|                                                                       | Tiberij II. Konstantin Τιβέριος Κωνσταντῖνος Tiberivs Constantinvs                                               | 5. oktober 578–14. avgust 582                                                                        | Rojen okoli 535. Bil je poveljnik cesarske telesne straže in prijatelj in posvojenec cesarja Justina. Cezar in regent je postal leta 574. Po Justinovi smrti je postal cesar. |
|                                                                       | Mavricij Μαυρίκιος Mavritivs Tiberivs                                                                            | 14. avgust 582–27. november 602                                                                      | Rojen leta 539 at Arabisu], Kapadokija. Bil je vojaški častnik in kasneje generaal. Poročil se je s hčerko cesarja Tiberija II. in po tastovi smrti zasedel njegov položaj. Za socezarja je leta 590 imenoval svojega sina Teodozija. 27. novembra 602 ga je odstavil in nasledil uzurpator Fokas. |
| Brez dinastije (602-610)                                              | | | |
|                                                                       | Fokas Φωκᾶς | 23. november 602–5. oktober 610                                                                      | Bil je nižji častnik v balkanski armadi in vodja upora, v katerem je bil odstavljen cesar Mavricij. Po prevzemu oblasti je postajal vedno bolj nepriljubljen in tiranski, zato ga je Heraklij odstavil in usmrtil. |
| Bizantinsko cesarstvo                                                 | | | |
| Heraklijeva dinastija (610-711)                                       | | | |
|                                                                       | Heraklij starogrško Ἡράκλειος Flavivs Heraclivs Avgustvs                                                         | 5. oktober 610–11. februar 641                                                                       | Rojen okoli 575 kot najstareši sin eksarha Afrike Heraklija Starejšega. Leta 609 je sprožil upor proti Fokasu in ga naslednje leto odstavil. Uspešno je končal bizantinsko-sasanidsko vojsko 602–628, ni pa mogel ustaviti muslimanskega osvajanja Sirije. V državi upravi je kot uradni jezik namesto latinščine uvedel grščino. |
|                                                                       | Konstantin III. starogrško Κωνσταντῖνος Ἡράκλειος Constantinvs Heraclivs                                         | 11. februar 641–september 641                                                                        | Rojen 3. maja 612 kot najstarejši sin Heraklijeve prve žene Fabije Eudokije. Leta 613 je bil imenovan za socesarja. Po Heraklijevi smrti je skupaj z mlajšim bratom Heraklonom zasedel bizantinski prestol. Umrl je zaradi tuberkuloze, ali morda zaradi zastrupitve po naročilu cesarice vdove Martine. |
|                                                                       | Heraklon starogrško Κωνσταντῖνος Ἡράκλειος Constantinvs Heraclivs                                                | 11. februar 641–september 641                                                                        | Rojen leta 626 kot sin Heraklijeve druge žene Martine. Leta 638 je bil imenovan za socesarja, po Heraklijevi smrti pa je skupaj s Konstantinom III. zasedel bizantinski prestol. Po Konstantinovi smrti je postal edini vladar po regentstvom matere Martine. Po uporu generala Valentina je moral za svojega socesarja imenovati nečaka Konstansa II.. Septembra 641 ga je senat odstavil. |
|                                                                       | Konstans II. Bradati starogrško Κώνστας Β' ὁ Πωγωνάτος Flavivs Heraclivs                                         | september 641–15. julij 668                                                                          | Rojen 7. novembra 630 kot sin Konstantina III.. Spomladi leta 641 je po očetovi smrti postal socesar, po prisilnem odstopu strica Heraklona pa cesar. Svoj sedež je preselil v Sirakuze, kjer so ga umorili, morda po nalogu njegovega naslednika Mizizija. |
|                                                                       | Konstantin IV. Mlajši starogrško Κωνσταντῖνος Δʹ ὁ νέος                                                          | september 668–10. julij 685                                                                          | Rojen leta 652. Na prestol je prišel po umoru svojega očeta Konstansa II.. Nadimek "Bradati" je dobil pomotoma, ker so ga zgodovinarji zamenjali z njegovim očetom. Odbil prvo arabsko obleganje Konstantinopla in umrl zaradi dizenterije. Prestolnico je iz Sirakuze preselil nazaj v Konstantinopel. |
|                                                                       | Justinijan II. Breznosi starogrško Ἰουστινιανὸς ὁ Ῥινότμητος                                                     | 10. julij 685–695                                                                                    | Rojen leta 669. Leta 681 je bil imenovan za socesarja, po smrti Konstantina IV. pa je postal samostojen vladar. Leta 695 je bil v vojaškem uporu odstavljen in pohabljen (od tod njegov nadimek) in izgnan v Herson. Leta 705 je prišel ponovno na oblast. |
| Dvajstletna anarhija (695-717)                                        | | | |
|                                                                       | Leoncij starogrško Λεόντιος                                                                                      | 695–15. februar 698                                                                                  | General iz Izavrije (Sirije). Odstavil Justinijana II., v uporu leta 698 pa je bil sam odstavljen. Usmrčen februarja 706. |
|                                                                       | Tiberij III. Apsimar starogrško Τιβέριος Γʹ (Ἀψίμαρος)                                                           | 15. februar 698–21. avgust 705                                                                       | Admiral germanskega porekla z imenom Apsimar. Po neuspešnem vojnem pohodu se je uprl Leonciju. Vladal pod imenom Tiberij, dokler ga ni Justinijan II. leta 705 odstavil. Februarja 706 je bil usmrčen. |
|                                                                       | Justinijan II. (drugič)                                                                                          | 21. avgust 705–4. november 711                                                                       | |
|                                                                       | Filipik Bardan starogrško Φιλιππικός                                                                             | december 711–3. junij 713                                                                            | Sprožil vstajo proti Justinijanu II., odstavljen in oslepljen. |
|                                                                       | Anastazij II. Artemij starogrško Ἀναστάσιος Β (ʹἈρτέμιος                                                         | 4. junij 713–konec 715                                                                               | Odstavljen in poslan v samostan, po uporu usmrčen. |
|                                                                       | Teodozij III. starogrško Θεοδόσιος Γʹ                                                                            | maj 715–25. marec 717                                                                                | Prisiljen k umiku s prestola. |
| Izavrijska (Sirska) dinastija (717-802)                               | | | |
|                                                                       | Leon III. Izavrijec starogrško Λέων Γʹ ὁ Ἴσαυρος                                                                 | 25. marec 717–18 junij 741                                                                           | Rojen leta 685 v Germanikeji (Sirija). Postal je general in spomladi leta 717 v uporu prišel na bizantinski prestol. Odbil je drugo arabsko obleganje Konstantinopla in začel bizantinski ikonoklazem. |
|                                                                       | Konstantin V. Kopronim starogrško Κωνσταντῖνος Eʹ Κοπρώνυμος                                                     | 18. junij 741–14. september 775                                                                      | Rojen je bil julija 718 kot edini sin cesarja Leona III. in že leta 720 postal njegov socesar. Na prestol je prišel po očetovi smrti. Ko je premagal uzurpatorja Artabazda, je nadaljeval očetovo ikonoklastično politiko in zato dobil nadimek Kopronim. Izvojeval je več zmag proti Arabcem in Bolgarom. Umrl je v bojih z Bolgari. |
|                                                                       | Artabazd starogrško Ἀρτάβασδος                                                                                   | 741–2. november 743                                                                                  | General in zet cesarja Leona III., guverner Opsikijske teme. Vodil je upor proti Konstantinu V. in osvojil Konstantinopel, potem pa je bil poražen. Po porazu so ga oslepili in tonzurirali. |
|                                                                       | Leon IV. Hazar starogrško Λέων Δʹ ὁ Χάζαρος                                                                      | 14. september 775–8. september 780                                                                   | Uspešno se je boril proti Bolgarom in Arabcem. Do častilcev ikon je bil bolj strpen od svojega očeta in starega očeta. |
|                                                                       | Konstantin VI. starogrško Κωνσταντῖνος ΣΤʹ                                                                       | 8 September 780 – 19 August 797                                                                      | Rojen je bil leta 771 kot edini sin Leona IV.. Leta 776 je postal njegov socesar in po očetovi smrti leta 780 samostojen cesar. Do leta 790 je vladal pod regentstvom matere Irene Atenske. Na materin ukaz so ga vrgli s prestola, ga oslepili in pohabili. Kmalu zatem je umrl, verjetno zaradi poškodb. |
|                                                                       | Irena Atenska starogrško Εἰρήνη                                                                                  | 19. avgust 797–31. oktober 802                                                                       | Žena cesarja Leona IV., od leta 780 do 790 regentka sina Konstantina VI.. Leta 797 je sina vrgla s prestola in postala cesarica. V državnem udaru leta 802 so jo odstavili in izgnali na Lesbos. Umrla je 9. avgusta 803. |
| Nikiforjeva dinastija (802-813)                                       | | | |
|                                                                       | Nikifor I. Logotet starogrško Νικηφόρος Αʹ ὁ Γενικός/ὁ Λογοθέτης                                                 | 31. oktober 802–26. julij 811                                                                        | Irenin generalni logotet (finančni minister), ki je vodil na začetku uspešen vojni pohod proti Bolgarom. Ubit v bitki pri Pliski. |
|                                                                       | Stavrakij starogrško Σταυράκιος                                                                                  | 26. julij 811–2. oktober 811                                                                         | Edini sin Nikiforja I., kronan za socesarja decembra 803. Na prestol je prišel po očetovi smrti. V bitki pri Pliski je bil težko ranjen in je kasneje ohromel. Zaradi slabega zdravja je odstopil in se umaknil v samostan, kjer je kmalu umrl. |
|                                                                       | Mihael I. Rangab starogrško Μιχαὴλ Αʹ Ῥαγγαβέ                                                                    | 2. oktober 811–11. julij 813                                                                         | Zet Nikiforja I., ki je prišel na prestol po Stavrakijevem odstopu. Po uporu Leona Armenca je odstopil in se umaknil v samostan, kjer je 11. januarja 844 umrl. |
| Brez dinastije (1056-1057)                                            | | | |
| Leon V. Armenec                                                       | Λέων Ε' ο Αρμένιος (Leon V o Armenios)                                                                           | 813 – 820                                                                                            | General armenskega porekla, rojen leta 775. Uprl se je cesarju Mihaelu I. in sam zasedel bizantinski prestol. Za Božič leta 813 je svojega sina Simbiatija preimenoval v Konstantina in ga imenoval za socesarja. Ponovno je oživel bizantinski ikonoklazem. V uporu, ki ga je vodil Mihael Amorijec, je bil ubit. |
| Amorijska dinastija (820-867)                                         | | | |
| Mihael II. Amorijec                                                   | Μιχαήλ Β' (Mikhaēl II.)                                                                                          | 820 – 829                                                                                            | naročil uboj Leona V., v vojni s Sasanidi izgubil Kreto |
| Tomaž Slovan                                                          | Thomas | 820 – 822                                                                                            | uzurpator, vojskovodja slovanskega porekla |
| Teofil                                                                | Θεόφιλος (Theophilos)                                                                                            | 829 – 842                                                                                            | boril se je s korupcijo, izgubil vojno z Arabci |
| Teodora II.                                                           | Θεοδώρα (Theodōra)                                                                                               | 842 – 855                                                                                            | Teofilova žena, detronizirana in poslana v samostan |
| Mihael III. Pijanec                                                   | Μιχαήλ Γ΄ (Mikhaēl III.)                                                                                         | 842 – 867                                                                                            | cesar je postal s tremi leti, ubit |
| Makedonska dinastija (867-1056)                                       | | | |
| Bazilij I. Makedonec                                                  | Βασίλειος Α΄ (Basileios I.)                                                                                      | 867 – 886                                                                                            | umrl v nezgodi med lovom |
| Leon VI. Modri                                                        | Λέων ΣΤ΄ (Leōn VI)                                                                                               | 886 – 912                                                                                            | |
| Aleksander                                                            | Αλέξανδρος (Alexandros)                                                                                          | 912 – 913                                                                                            | |
| Konstantin VII. Porfirogenet                                          | Κωνσταντίνος Ζ΄ Πορφυρογέννητος (Kōnstantinos VII. Porphyrogennētos)                                             | 913 – 959                                                                                            | zastrupljen |
| Roman I. Lekapen                                                      | Ρωμανός Α΄ Λακαπήνος (Rōmanos I. Lakapēnos)                                                                      | 919 – 944                                                                                            | |
| Roman II.                                                             | Ρωμανός Β΄ (Rōmanos II.)                                                                                         | 959 – 963                                                                                            | zastrupljen |
| Nikifor II. Fokas                                                     | Νικηφόρος Β΄ Φωκάς (Nikēphoros II. Phōkas)                                                                       | 963 – 969                                                                                            | ubit |
| Ivan I. Cimisk                                                        | Ιωάννης Α΄ Τζιμισκής (Iōannēs I. Tzimiskēs)                                                                      | 969 – 976                                                                                            | verjetno zastrupljen |
| Bazilij II.                                                           | Βασίλειος Β΄ Βουλγαροκτόνος (Basileios II. Boulgaroktonos)                                                       | 976 – 1025                                                                                           | obnovil moč bizantinskega cesarstva, cesarstvo doživi velik razvoj |
| Konstantin VIII.                                                      | Κωνσταντίνος Η΄ (Kōnstantinos VIII.)                                                                             | 1025 – 1028                                                                                          | |
| Roman III. Argir                                                      | Ρωμανός Γ΄ Αργυρός (Rōmanos III. Argyros)                                                                        | 1028 – 1034                                                                                          | ubit |
| Mihael IV. Paflagonec                                                 | Μιχαήλ Δ΄ Παφλαγών (Mikhaēl IV. Paphalgōn)                                                                       | 1034 – 1041                                                                                          | |
| Mihael V. Kalafat                                                     | Μιχαήλ Ε΄ Καλαφάτης (Mikhaēl IV. Kalaphatēs)                                                                     | 1041 – 1042                                                                                          | iznakažen, kastriran in poslan v samostan |
| Zoa                                                                   | Ζωή (Zoe) | 1028 – 1050                                                                                          | |
| Konstantin IX. Monomah                                                | Κωνσταντίνος Θ΄ Μονομάχος (Kōnstantinos IX. Monomakhos)                                                          | 1042 – 1055                                                                                          | |
| Jurij Manijak                                                         | Georgios Maniakes                                                                                                | 1042 - 1043                                                                                          | uzrupator, ubit |
| Teodora III.                                                          | Θεοδώρα (Theodōra)                                                                                               | 1042 1055 – 1056                                                                                     | Zadnja cesarica iz makedonske linije. Po njeni smrti se je začelo obdobje upadanja, ki je trajalo do prihoda Alekseja I. Komnena leta 1081. |
| Mihael VI. Stratiotik                                                 | Μιχαήλ ΣΤ΄ Βρίγγας (Mikhaēl VI. Bringas)                                                                         | 1056 – 1057                                                                                          | Odstavljen, umrl v samostanu. |
| Dinastija Komnen (1057-1059)                                          | | | |
| Izak I. Komnen                                                        | Ισαάκιος Α΄ Κομνηνός (Isaakios I. Komnēnos)                                                                      | 1057 – 1059                                                                                          | prostovoljno abdiciral |
| Dinastija Dukas (1059-1081)                                           | | | |
| Konstantin X. Dukas                                                   | Κωνσταντίνος Ι΄ Δούκας (Kōnstantinos X. Doukas)                                                                  | 1059 – 1067                                                                                          | |
| Roman IV. Diogen                                                      | Ρωμανός Δ΄ Διογένης (Rōmanos IV. Diogenēs)                                                                       | 1068 – 1071                                                                                          | iznakažen do smrti |
| Mihael VII. Parapinak                                                 | Μιχαήλ Ζ΄ Δούκας (Mikhaēl VII. Doukas)                                                                           | 1071 – 1078                                                                                          | detroniziran in poslan v samostan |
| Nikefor III. Botanijat                                                | Νικηφόρος Γ΄ Βοτανειάτης (Nikēphoros III. Botaneiatēs)                                                           | 1078 – 1081                                                                                          | detroniziran in poslan v samostan |
| Dinastija Komnen (1081-1185)                                          | | | |
| Aleksej I. Komnen                                                     | Αλέξιος Α' Κομνηνός (Alexios I Komnēnos)                                                                         | 1081 – 1118                                                                                          | |
| Ivan II. Komnen                                                       | Ιωάννης Β΄ Κομνηνός (Iōannēs II Komnēnos)                                                                        | 1118 – 1143                                                                                          | |
| Manuel I. Komnen                                                      | Μανουήλ Α' Κομνηνός (Manouēl I Komnēnos)                                                                         | 1143 – 1180                                                                                          | velik vzpon in številna osvajanja; cesarstvo je doseglo moč, kakršno je imelo pred tem redko kdaj, potem pa nikoli več |
| Aleksej II. Komnen                                                    | Αλέχιος Β’ Κομνηνός (Alexios II Komnēnos)                                                                        | 1180 – 1183                                                                                          | Ob prihodu na prestol je bil še otrok, zato sta v njegovem imenu vladala mati Marija Antioška in njen domnevni ljubimec Aleksej Komnen. V uporu leta 1183 je Andronik I. prisilil Marijo, da je odšla v samostan, in oslepil Alekseja Komnena in ga poslal v samostan. Samega sebe je dal okronati za socesarja in kmalu zatem zadaviti Alekseja II.. |
| Andronik I. Komnen                                                    | Ανδρόνικος Α’ Κομνηνός (Andronikos I Komnēnos)                                                                   | 1183 – 1185                                                                                          | kruto ubit na ulicah Bizanca |
| Dinastija Angel (1185-1204)                                           | | | |
| Izak II. Angel                                                        | Ισαάκιος Β’ Άγγελος (Isaakios II. Angelos)                                                                       | 1185 - 1195 1203 - 1204                                                                              | križarji so ga vrnili na oblast, detroniziran in oslepljen, verjetno tudi zastrupljen |
| Aleksej III. Angel                                                    | Αλέξιος Γ' Άγγελος                                                                                               | 1195 - 1203                                                                                          | pobegnil v Trakijo, detroniziran in v Nikeji leta 1209 poslan v samostan |
| Aleksej IV. Angel                                                     | Αλέξιος Δ' Άγγελος                                                                                               | 1203 - 1204                                                                                          | zadavljen |
| Nikolaj Kanabos                                                       | | 1204                                                                                                 | izvoljen, a zavrnil, zato nikoli kronan, nedolgo zatem tudi zadavljen |
| Aleksej V. Dukas                                                      | Αλέχιος Ε΄ Δούκας Μούρτζουφλος                                                                                   | 1204                                                                                                 | Poskušal se je zoprstaviti križarjem četrte križarske vojne, vendar so ti osvojili Konstantinopel, sam pa je pobegnil. Leta 1205 so ga križarji ujeli in vrgli s Teodozijevega stolpa v Konstantinoplu. Mesto je postalo prestolnica Latinskega cesarstva, na preostalem ozemlju pa so nastala Trapezundsko cesarstvo, Epirski despotat in Nikejsko cesarstvo. |
| Dinastija Laskaris (1204-1261)                                        | | | |
| Konstantin XI. Laskaris                                               | Κωνσταντίνος Λάσκαρης                                                                                            | 1204 - 1205                                                                                          | prebivalci Konstantinopla so ga izvolili za cesarja na dan, ko je mesto padlo. |
| Teodor I. Laskaris                                                    | Θεόδωρος Α' Λάσκαρις (Theodōros I. Laskaris)                                                                     | 1205 - 1221/1222                                                                                     | V pregnanstvu v Mali Aziji je ustanovil Nikejsko cesarstvo |
| Ivan III. Dukas Vatac                                                 | Ιωάννης Γ΄ Δούκας Βατάτζης (Iōannēs III. Doukas Batatzēs)                                                        | 1222 - 1254                                                                                          | |
| Teodor II. Laskaris                                                   | Θεόδωρος Β΄ Δούκας Λάσκαρις (Theodōros II. Doukas Laskaris)                                                      | 1254 - 1258                                                                                          | |
| Ivan IV. Laskaris                                                     | Ιωάννης Δ΄ Δούκας Λάσκαρις (Iōannēs IV. Doukas Laskaris)                                                         | 1258 - 1261                                                                                          | detroniziran in oslepljen |
| Dinastija Paleolog (1259-1453)                                        | | | |
| Mihael VIII. Paleolog                                                 | Μιχαήλ Η΄ Παλαιολόγος (Mikhaēl VIII. Palaiologos)                                                                | 1259 - 1282                                                                                          | |
| Andronik II. Paleolog                                                 | Ανδρόνικος Β' Παλαιολόγος                                                                                        | 1282–1328                                                                                            | abdiciral |
| Mihael IX. Paleolog                                                   | Μιχαήλ Θ΄ Παλαιολόγος (Mikhaēl IX. Palaiologos)                                                                  | 1294 - 1320                                                                                          | sovladar Andronika II. Paleologa |
| Andronik III. Paleolog                                                | Ανδρόνικος Γ' Παλαιολόγος                                                                                        | 1328 - 1341                                                                                          | |
| Ivan V. Paleolog                                                      | Ιωάννης Ε' Παλαιολόγος (Iōannēs V. Palaiologos)                                                                  | 1341 - 1347 1354 - 1376 1379 - 1390 - 1391                                                           | zamenjan |
| Ivan VI. Kantakuzen                                                   | Ιωάννης ΣΤ΄ Καντακουζηνός (Iōannēs VI. Kantakouzēnos)                                                            | 1347 - 1354                                                                                          | detroniziran |
| Andronik IV. Paleolog                                                 | Ανδρόνικος Δ' Παλαιολόγος                                                                                        | 1376 - 1379                                                                                          | detroniziran |
| Ivan VII. Paleolog                                                    | Ιωάννης Ζ' Παλαιολόγος (Iōannēs VII. Palaiologos)                                                                | 1390 1399 - 1402                                                                                     | zamenjan |
| Manuel II. Paleolog                                                   | Μανουήλ Β΄ Παλαιολόγος (Manouēl II. Palaiologos)                                                                 | 1391 - 1425                                                                                          | regent Ivana VII. Paleologa |
| Ivan VIII. Paleolog                                                   | Ιωάννης Η' Παλαιολόγος (Iōannēs VIII. Palaiologos)                                                               | 1425 - 1448                                                                                          | zadnji kronani bizantinski cesar |
| Konstantin XI. Paleolog                                               | Κωνσταντίνος ΙΑ' Δραγάσης Παλαιολόγος (Kōnstantinos XI. Dragasēs Palaiologos)                                    | 1448 - 1453                                                                                          | zadnji bizantinski cesar, ki je vladal v Konstantinoplu, nikoli ni bil okronan, umrl na obzidju Bizanca 29. maja 1453, ko je turški sultan Mehmed II. osvojil cesarstvo in se proglasil za cesarja. Mehmer je v naslednjih desetih letih je uničil še zadnje neodvisne ostanke nekoč mogočnega cesarstva. Mehmedovi naslednki so uporabljali cesarski naslov vse do začetka 20. stoletja. |
| Dinastija Paleolog (upravičenci do prestola v izgnanstvu) (1453-1502) | | | |
| Dimitrij Paleolog                                                     | Δημήτριος Παλαιολόγος (Dēmētrios Palaiologos)                                                                    | 1453 - 1460                                                                                          | 1460 dezertiral k otomanom |
| Tomaž Paleolog                                                        | Θωμάς Παλαιολόγος (Thōmas Palaiologos)                                                                           | 1460 - 1465                                                                                          | Dimitrijev mlajši brat, njegov pravnuk je bil ruski car Ivan IV. Grozni |
| Andrej Paleolog                                                       | Ανδρέας Παλαιολόγος                                                                                              | 1465 – 1503                                                                                          | sin Tomaža Paleologa, samozvani imperator Constantinopolitanus |